# Secretul armei... secrete!
Secretul armei... secrete!, menționat în unele surse Secretul armei secrete sau Secretul armei... secrete, este un film românesc din 1989 regizat de Alexandru Tatos. Rolurile principale sunt interpretate de actorii Victor Rebengiuc, Mircea Diaconu, Carmen Galin și Mitică Popescu.

## Rezumat
Zmeul cel mai Zmeu (Mircea Diaconu) și Împăratul (Victor Rebengiuc) se luptă pentru controlul asupra lumii cu ajutorul a diferitelor stratageme și șiretlicuri. Aparent ei provin din două lumi diferite și duc o bătălie finală, apelând la arma secretă pe care aceștia o dețin.
Povestea se complică când Fiica Împăratului (Manuela Hărăbor) se îndrăgostește de un oarecare Voinic (Adrian Păduraru), Zmeul cel mai Zmeu punându-i gând rău Voinicului pentru a rămâne el cu prințesa.
În vâltoarea evenimentelor apar alți pretendenți la tronul Împărăției Lumii, dar și la mâna prințesei, Gâtlej-Uscat (Horațiu Mălăele) și Burtă-Verde (Mitică Popescu).

## Distribuție
- Victor Rebengiuc — Împăratul, un monarh autoritar dornic de război cu toți vecinii săi[1][2]
- Mircea Diaconu — Zmeul cel mai zmeu, dușmanul Împăratului
- Carmen Galin — Spaima Codrilor, verișoara Zmeului
- Mitică Popescu — Burtă-Verde, craiul Conservelor, pretendent la mâna Frumoasei
- Horațiu Mălăele — Gâtlej-Uscat, craiul Vinului, pretendent la mâna Frumoasei
- Dem Rădulescu — Marele Sfetnic al Împăratului
- Manuela Hărăbor — Frumoasa, fiica adoptivă a Împăratului
- Adrian Păduraru — Voinicul cel mai voinic, pretendent la mâna Frumoasei
- Emilia Dobrin Besoiu — Zâna Lacului, care-l salvează de la moarte pe Voinic
- Aristide Teică — Micul Sfetnic al Împăratului
- Coca Bloos — guvernanta Frumoasei
- Nicolae Budescu
- Petre Lupu — Morcov, craiul Frunzelor, pretendent la mâna Frumoasei
- Anda Caropol — o orfelină vârstnică, iscoada Marelui Sfetnic
- Stelian Stancu
- Tudorel Filimon — un amoraș supraponderal, iscoada Marelui Sfetnic
- Sandu Mihai Gruia — un panglicar îmbrăcat în clovn, iscoada Marelui Sfetnic (menționat Sandu Gruia)
- Mihai Bisericanu — iscoada Marelui Sfetnic
- Niculae Urs (menționat Nicolae Urs)
- Mihai Verbițchi
- Nicolae Dide
- Constantin Drăgănescu
- Șerban Cantacuzino — crainicul de la castelul Împăratului
- Adrian Pavlovschi
- Ion Anghel
- Ștefan Dragoș
- Mircea Buga
- Marian Iacob
- Marcel Vasile
- Daniel Cincan
- Octavian Cișmaș
- Mihai Ungureanu
- Dumitru Ghiuzelea
- Ion Caragea
- Mihai Ardeleanu
- Alexandru Bindea — paznicul castelului Împăratului (nemenționat)
- Ovidiu Schumacher — sfetnicul craiului Burtă-Verde (nemenționat)
- Adrian Ștefănescu — craiul Viking, pretendent la mâna Frumoasei (nemenționat)
- Daniel Bărbulescu — ursul (nemenționat)

## Primire
Filmul a fost vizionat de 1.209.588 de spectatori în cinematografele din România, după cum atestă o situație a numărului de spectatori înregistrat de filmele românești de la data premierei și până la data de 31 decembrie 2014 alcătuită de Centrul Național al Cinematografiei.

## Premii
- 1989 - ACIN - Premiul special al juriului pentru întreaga activitate (Alexandru Tatos) și Premiul pentru decoruri